# Rynkowo
Rynkowo (niem. Rinkau) – osiedle położone w Północnym Pasie Rekreacyjnym Bydgoszczy. Większą część osiedla zajmują obszary leśne. Nieliczną zabudowę stanowią domy jednorodzinne oraz obiekty przemysłowe. Na granicy osiedla przebiega linia kolejowa ze zlikwidowaną dla ruchu pasażerskiego stacją Rynkowo i nadal używanym przystankiem osobowym Rynkowo Wiadukt.